# Naja
Naja je rod otrovnih elapidnih zmija poznatih kao kobre. Nekoliko drugih rodova uključuju vrste koje se obično zovu kobre (na primer prstenasta pljuvačna kobra i kraljeva kobra), ali su pripadnici roda Naja najrasprostranjeniji i najpoznatiji kao „prave” kobre. Različite vrste se javljaju u regionima širom Afrike, jugozapadne Azije, južne Azije i jugoistočne Azije.
Donedavno je rod Naja imao 20 do 22 vrste, ali je prošao kroz nekoliko taksonomskih revizija poslednjih godina, tako da se izvori uveliko razlikuju. Postoji široka podrška, međutim, za reviziju iz 2009. godine, koja je učinila sinonimnim rodove Boulengerina i Paranaja sa rodom Naja. Prema toj reviziji, rod Naja sada obuhvata 38 vrsta.

## Etimologija
Ime ovog roda potiče od sanskrtske nāga (sa tvrdim „g”) što znači „zmija”. Neki smatraju da je sanskritska reč kognitivna sa engleskom reči snake, nemačkom reči: *snēk-a-, Proto-IE: *(s)nēg-o-, ali to je malo verovatno. Majrhofer naziva ovu etimologiju „unglaubhaft”, nekredibilnom, i predlaže verodostojniju etimologiju koja bi je povezivala sa sanskrtskom reči nagna, „bez kose, gola”.

## Opis
Naja vrste se razlikuju po dužini i većina njih su relativno vitke zmije. Većina vrsta može da dostigne dužinu od 1.84 m. Maksimalne dužine nekih većih vrsta kobri su oko 3.1 m, pri čemu je šumska kobra navodno najduža vrsta. Sve imaju karakterističnu sposobnost da podižu prednju četvrtinu tela od zemlje i da spljošte svoje vratove kako bi izgledale veće potencijalnom predatoru.

## Venom
| Rank | Vrsta | 50    |
| ---- | ----- | ----- |
| 1    |       | 0,10  |
| 2    |       | 0,14  |
| 3    |       | 0,21  |
| 4    |       | 0,225 |
| 5    |       | 0,25  |
| 6    |       | 0,28  |
| 7    |       | 0,29  |
| 8    |       | 0,37  |
| 9    |       | 0,47  |
| 10   |       | 0,60  |

Sve vrste iz roda Naja su sposobne da iporuče fatalni ujed za čoveka. Većina vrsta ima snažni neurotoksični otrov koji napada nervni sistem, izazivajući paralizu, ali mnogi imaju i citotoksična svojstva, te izazivaju oticanje i nekrozu i imaju značajan antikoagulantni efekat. Neki takođe imaju kardiotoksične komponente u svojim otrovima.
Nekoliko vrsta Naja, koje se nazivaju pljuvajuće kobre, imaju specijalizovani mehanizam za otpuštanje otrova, u kome njihovi prednji očnjaci, umesto ispuštanja venuma kroz vrhove (slično hipodermičkoj igli), imaju narezni otvor na prednjoj površini koji omogućava zmiji da izbaci otrov iz usta. Iako se to obično naziva „pljuvanjem”, radnja je više nalik na brizganje. Raspon i tačnost kojom mogu da izbacuju svoj otrov razlikuju se od vrste do vrste. One to pre svega koriste kao odbrambeni mehanizam. Jednom poprskan na kožu žrtve, otrov deluje kao jak iritant. Ako se unese u oko, može da prouzrokuje ozbiljno peckanje, i privremeno ili čak trajno slepilo, ako se ne očisti odmah i temeljno.
Kaspijska kobra (N. oxiana) u centralnoj Aziji je najotrovnija vrsta Naje. Prosečna potkožna LD50 vrednost za N. oxiana kod miševa je 0,18 mg/kg, a najniža vrednost za N. oxiana je 0,10 mg/kg. N. philippinensis ima prosečnu mišju LD50 od 0,2 mg/kg potkožno. Najniža vrednost prijavljena za N. philippinensis je 0,14 mg/kg potkožno. Kod miševa, intravenski LD50 za kaspijsku kobru je 0,037 mg/kg, a za filipinsku kobru 0,05 mg/kg. Kaspijska kobra je najotrovnija vrsta kobre na svetu (na laboratorijskim miševima). Sirovi otrov N. oxiana dao je najnižu poznatu smrtonosnu dozu (LCLo) od 0,005 mg/kg, najnižu među svim vrstama kobri ikad zabeleženo, što je izvedeno iz pojedinačnog slučaja trovanja intracerebroventrikularnom injekcijom. Nakon kaspijske i filipinske kobre, šumska kobra (N. melanoleuca) ima LD50 od 0,225 mg/kg potkožno, a potom samarska kobra (N. samarensis) koja ima LD50 vrednost od 0,23 mg/kg sabkutano. Vodene kobre centralne Afrike su takođe veoma otrovne. Mišji intraperitonealni LD50 od Naja annulata i Naja christyi venoma bili su 0,143 mg/kg i 0,120 mg/kg, respektivno.
Naja vrste su medicinski važna grupa zmija zbog broja ugriza i smrtnih slučajeva koje izazivaju u svom geografskom rasponu. Rasprostranjene su širom Afrike (uključujući neke delove Sahare, gde se mogu naći Naja haje), jugozapadne Azije, centralne Azije, južne Azije, istočne Azije i jugoistočne Azije. Otprilike 30–40% ugriza nekih vrsta kobre su suvi ugrizi, tako da ne izazivaju envenomaciju (suvi ugriz je ugriz otrovne zmije koja ne ubrizgava otrov).
Mnogi faktori utiču na razlike u slučajevima smrtnosti između različitih vrsta unutar istog roda. Među kobrama, može se javiti poprilično veliki slučajeva smrtnog ishoda ujeda kod lečenih i nelečenih žrtava. Na primer, stopa smrtnosti među nelečenim slučajevima envenomacije kobre u celoj grupi kreće se od 6,5–10% za  do oko 70% za N. oxiana. Stopa smrtnosti za Naja atra iznosi između 15 i 20%, 5–10% za N. nigricollis, 50% za N. nivea, 65–70% za N. melanoleuca, 20–25% za N. naja, i 50–60% za N. samarensis. U slučajevima kada se žrtve ugriza kobre medicinski leče korišćenjem uobičajenog protokola lečenja za epidomizaciju elastičnog tipa, razlike u prognozi zavise od vrste kobre. Ogromna većina lečenih bolesnika brzo se i potpuno oporavlja, dok ostali envenomirani pacijenti koji su primili sličan tretman rezultiraju smrtnim slučajevima. 
Najvažniji faktori u razlici stopa smrtnosti kod žrtava izloženih venumu kobre su težina ugriza i vrsta kobre koja je prouzrokovala envenciju. Kaspijska kobra (N. oxiana) i filipinska kobra (N. philippinensis) su dve vrste kobri sa najotrovnijim venumima na bazi LD50 istraživanja na miševima. Obe vrste izazivaju izrazitu neurotoksičnost i progresiju simptoma opasnih po život nakon envenomacije. Smrt je zabeležena za samo 30 minuta u slučajevima envenomacije obe vrste. Čisto neurotoksični otrov vrste N. philippinensis izaziva izraženu neurotoksičnost uz minimalno lokalno oštećenje tkiva i bol, a pacijenti vrlo dobro reagiraju na antivensku terapiju ako se lečenje primenjuje brzo nakon envenomacije.
Envenomacija izazvana vrstom N. oxiana je mnogo složenija. Pored istaknute neurotoksičnosti, u otrovu ove vrste nalaze se i vrlo moćne citotoksične i kardiotoksične komponente. Lokalni efekti su uočljivi i manifestuju se u svim slučajevima envenomacije - jakim bolovima, jakim oticanjem, modricama, stvaranjem plikova i nekrozom tkiva. Bubrežno oštećenje i kardiotoksičnost su takođe kliničke manifestacije envenomacije izazvane ujedom N. oxiana, mada su retke i sekundarne. Stopa netretiranog mortaliteta kod udeda N. oxiana je oko 80%, što je najviše među svim vrstama iz roda Naja. Antivenom nije toliko efikasan za envenomaciju ove vrste kao što je to slučaj za ostale azijske kobre u istom regionu, poput indijske kobre (N. naja), a zbog opasne toksičnosti otrova ove vrste, često su potrebne ogromne količine antivenoma za pacijente. Razi institut za istraživanje vakcine i seruma u Iranu razvija monovalentni antivenomski serum. Odgovor na lečenje antivenomom je uglavnom loš kod pacijenata, pa je potrebna mehanička ventilacija i endotrahealna intubacija. Kao rezultat toga, smrtnost kod osoba koje su lečene zbog envenomacije vrste N. oxiana i dalje je relativno visoka (do 30%) u poređenju sa svim ostalim vrstama kobre (<1%).

## Spoljašnje veze
- Naja at the Reptarium.cz Reptile Database. Accessed 13 April 2007.